# جابز دبلیو. هانتینگتون
جابز دبلیو. هانتینگتون (به انگلیسی: Jabez W. Huntington) سناتور سابق عضو حزب ویگ بود. وی در سال ۱۸۴۰ تا ۱۸۴۷ میلادی سناتور ایالت کنتیکت در سنای ایالات متحده آمریکا بود.